# San Silvestro (Longone Sabino)
San Silvestro è una frazione del comune di Longone Sabino, in provincia di Rieti.

## Storia
Sorto nei territori sotto il controllo dell'abbazia di San Salvatore Maggiore fondata sul monte Letenano nel 735, quando in Italia regnavano i Longobardi di Liutprando, l'abitato di San Silvestro figura, da allora, tra i possedimenti dell'abbazia come Castrum Sancti Silvestri
Il paese è rimasto nei secoli seguenti, fino all'unità d'Italia, sotto lo Stato Pontificio, a pochi chilometri dal confine con il Regno di Napoli segnato, poco distante, dal fiume Salto.

## Geografia
San Silvestro è un paese collinare che sorge nel territorio montuoso tra il fiume Turano e il fiume Salto.
Il suo territorio è limitato dal Fosso del Canalone, torrente che lo separa ad ovest dal paese di Magnalardo, frazione del comune di Roccasinibalda e a sud dal paese di Vaccareccia, frazione del comune di Concerviano.
Il Fosso di Rio Secco lo separa, invece, a nord da Fassinoro e ad ovest da Roccaranieri, entrambe frazioni del comune di Longone Sabino.
Da Longone Sabino dista 10 km, da Concerviano 14 km, 18 km da Rieti.

## Monumenti e luoghi d'interesse
Fra i maggiori punti d'interesse vi sono il borgo medievale e la chiesa della Santissima Annunziata.

## Natura
Tra le attrazioni naturali, oltre agli abbondanti boschi, si ricordano il Fosso del Canalone e il Fosso di Rio Secco, entrambi valide mete per la pratica del canyoning.

## Manifestazioni

### Manifestazioni religiose
Il fine settimana precedente alla festività dell'Assunzione di Maria, in agosto, si svolgono tre giorno dedicati ai Santi Patroni del paese.
La settimana successiva, a cavallo di ferragosto, la popolazione celebra tre processioni dedicate a:
- la Madonna del Rosario e il Sacro Cuore,
- S.Antonio da Padova e Maria SS. della Visitazione ,
- la Madonna Addolorata.

### Manifestazioni Civili
Per dieci anni, dal 2003 al 2013, si è svolto a San Silvestro il Memorial Antonio Camagna, gara podistica regionale sulla distanza di 10 km, omologata dalla FIDAL Lazio, organizzata dal Circolo Associativo San Silvestro e dal comune di Longone Sabino, in collaborazione con l'Atletica Studentesca CARIRI Rieti e con il patrocinio dell'Assessorato allo Sport della Provincia di Rieti.
Il percorso di gara, partendo da San Silvestro, attraverso la SP30 di Sala, raggiunge la chiesa della Madonna dei Cignali a Fassinoro per poi tornare, per lo stesso percorso, al traguardo di San Silvestro.